# 海底悲歌
『海底悲歌』（ハイテイエレジー）は、堂ノ本敬太監督による2021年4月23日公開の日本映画。R18+指定作品。

## 概要
監督である堂ノ本敬太が、在籍する大阪芸術大学の卒業制作として製作。卒業制作展の学外上映企画の1本として2021年3月に劇場での上映が決まっていたが、その後、R指定作品であることなどから映画館から上映できないとの話があり上映中止。
上映機会を求め、出演者である川瀬陽太、担当教授である映画監督の大森一樹、金田敬らが動き、上野オークラ劇場での公開が決定した。
監督の堂ノ本は、実話をもとにできた作品であることを明かしている。また、堂ノ本にとっての前作『濡れたカナリヤたち』での反省、不完全燃焼の思いから、一部キャラクターの役名を引き継いでいる。主演を務める燃ゆる芥も前作からの続投。川瀬陽太の出演は金田を経由して紹介してもらい、最初の直談判では脚本にダメ出しを受けたものの、直し作業と並行して連絡を取り続け、クランクイン1ヶ月前に出演依頼を受けてもらえたという。
タイトルの「海底」（ハイテイ）は麻雀用語が由来。奈良県天川村・洞川温泉周辺を舞台としており、温泉旅館は同地にある旅館 「角甚 」で撮影されている。
2022年2月2日にスターボードからDVDとして発売。
映画ライターの切通理作は「（ピンク映画の定番ともいえる）『人形の家』からの脱出劇をあえて一緒に逃げる青年の視点から描き、無力さや彼から見た女性への思いを横溢。商業的制約ではなく、テーマとしてピンクを選んだ作り手の若さの横溢でもある」と論評した。

## あらすじ
父・義昭からの性暴力に苦しむ元高校教諭の文乃は、かつての教え子・木村と再会。温泉コンパニオンとして働きながらも、交流を深めていた。しかし同じコンパニオンとして働く梨奈により父との情事を客にばらされ、弱みを握られる。木村にも不自然な親子関係を知られてしまうが、木村はこれを受け入れ、文乃と温泉街からの逃避行を計画する。

## キャスト
文乃
演 - 燃ゆる芥
温泉街のイベントコンパニオン。元高校教師。缶入りのじっくりコトコトコーンポタージを愛飲。喫煙者。
演ずる燃ゆる芥は前述のように前作からの続投で、前作ではオーディションで選ばれた。
木村
演 - 長森要
高校時代はピアニストを目指したが、挫折。温泉街で送迎ドライバーをする。文乃は高校時代の担任。
演じる長森は監督・堂ノ本の大学の同期生。
梨奈
演 - 生田みく
温泉街のイベントコンパニオン。木村の同級生であり、文乃は高校時代の担任。
演ずる生田の出演はキャスティング協力・高原秀和の紹介で決まった。
義昭
演 - 川瀬陽太
文乃の実父。妻を亡くし、認知症になって以来、娘を妻だと思い込み性暴力を振るう。
演ずる川瀬の出演は前述のように担当教授であった金田の紹介で交渉に至った。
眼鏡の客
演 - フランキー岡村
旅館に呼んだコンパニオンに手を出す男。
のりこ
演 - 波佐本麻里
文乃の実母。
ドライバー
演 - 小林敏和
木村の同僚ドライバー。
長髪の客
演 - 四谷丸終
眼鏡の客と食事をする男。コンパニオンを襲う。
葵
演 - 住吉真佳
真夜中の廃校に忍び込んだ女子高生。セーラー服姿。
演ずる住吉はオーディションで選んだ。撮影当時は大学生。
雄二
演 - 桜木洋平
真夜中の廃校に忍び込んだ若い男。あおいとの性愛を楽しみつつ、心配もしている。
太った漁師
演 - 中岡さんたろう
港で出会った漁師。文乃と木村に一宿一飯の世話をする。
痩せた漁師
演 - 佐野昌平
港で出会った漁師。文乃と木村に一宿一飯の世話をする。

## スタッフ
- 監督・編集：堂ノ本敬太[13]
- 脚本：松田香織　堂ノ本敬太[13]
- 撮影：佐藤知哉、古川桂一、近藤戀美
- 照明：山村拓也、平田葉月、中浦亮典、伊藤大晴
- 美術：宮下承太郎、林龍太郎、南崎総一郎
- 録音：鵜川大輝、小林一晴、小山奈々巴
- 特機：松井宏将
- 衣装：近藤綾香
- キャスティング協力：髙原秀和
- 制作：山田翔一朗、奥山颯音
- 助監督：二村俊之介、大河聡、林菜々子、佐藤桂一
- 製作：映像制作集団カナリヤ、大阪芸術大学[13]

## 受賞
- Daigei Film Award2021 IMAGICA賞[3]
- 第24回京都国際学生映画祭 入選